# Brána svatého Antonína

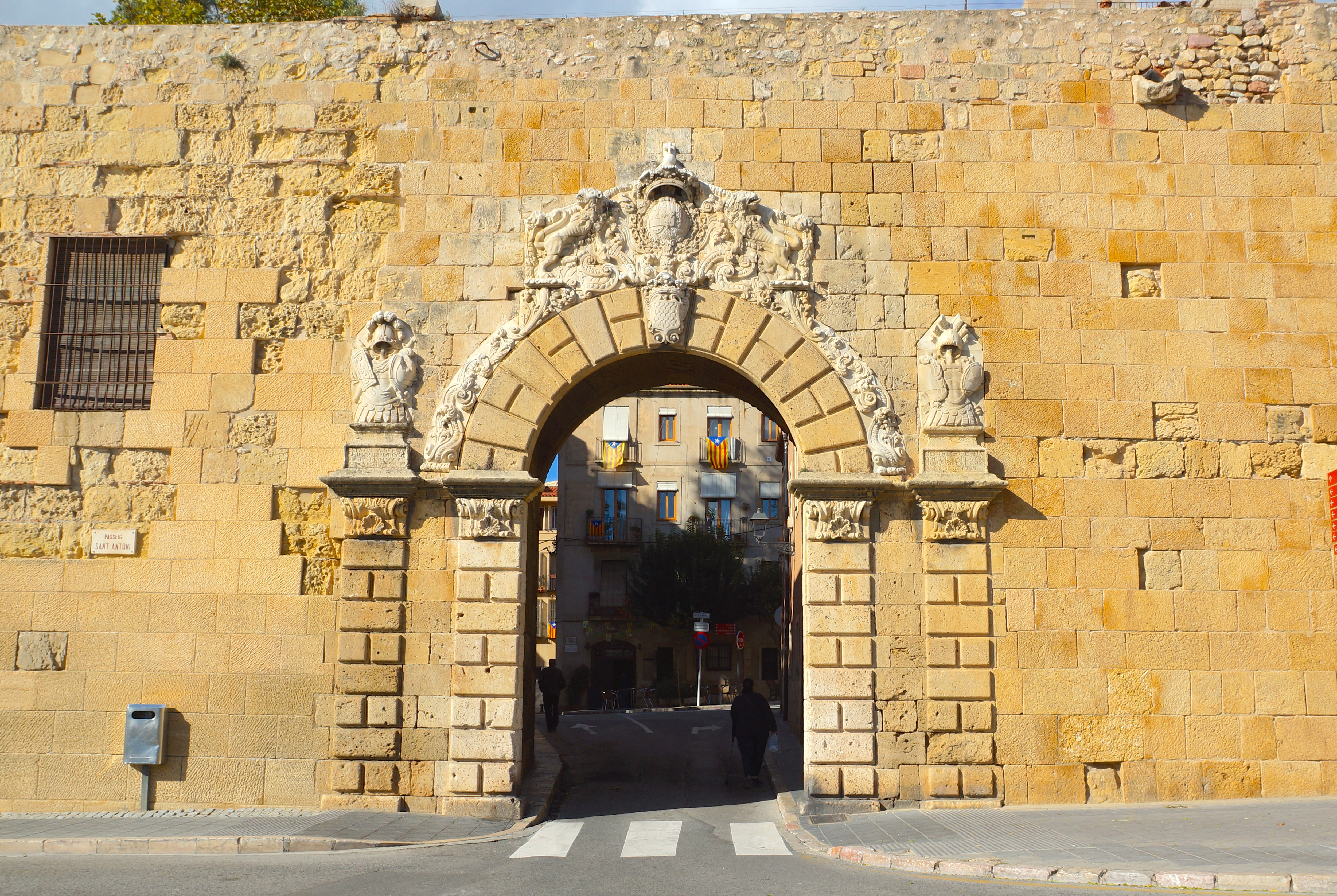
Brána svatého Antonína

Brána svatého Antonína, katalánsky Portal de Sant Antoni, je brána v hradbách španělského města Tarragona. Jako součást opevnění je chráněnou památkou pod číslem IPAC 40070.

## Popis
Nepochází z římského období, byla postavena až v roce 1737 v barokním stylu. Použitým materiálem byl kámen ze Savinosy, ozdoby jsou z bílého mramoru. Nad obloukem je erb Filipa V. Španělského, který po stranách drží dva lvi. Pod ním na svorníku je znak města. Po stranách brány jsou pilastry ve starořímském stylu s nápisy "ESTA OBRA SE HIZO REINANDO ... MONA ... EL ...." a "SIENDO GOVERNADOR DESTA PLAZA DON JUAN DE PRADO AÑO 1737".